# Il tesoro dei condor
Il tesoro dei condor (Treasure of the Golden Condor) è un film statunitense del 1953 diretto da Delmer Daves.
È un film d'avventura con Cornel Wilde, Constance Smith e Finlay Currie. È basato sul romanzo Benjamin Blake di Edison Marshall ed è il remake di Il figlio della furia (Son of Fury: The Story of Benjamin Blake) del 1942, interpretato da Tyrone Power.

## Produzione
Il film, diretto da Delmer Daves su una sceneggiatura di Delmer Daves con il soggetto di Edison Marshall (autore del romanzo), fu prodotto da Jules Buck per la Twentieth Century Fox Film Corporation e girato nei 20th Century Fox Studios a Century City in California. Il titolo di lavorazione fu Condor's Nest.

## Distribuzione
Il film fu distribuito negli Stati Uniti dal 4 febbraio 1953 al cinema dalla Twentieth Century Fox.
Alcune delle uscite internazionali sono state:
- in Svezia il 23 aprile 1953 (Gyllene kondorens slott)
- in Finlandia il 21 agosto 1953 (Kultaisen kondorin aarre)
- in Germania Ovest il 4 settembre 1953 (Im Reiche des goldenen Condor)
- in Austria nell'ottobre del 1953 (Im Reiche des goldenen Kondor)
- in Spagna il 5 novembre 1953 (El tesoro del Cóndor de Oro)
- in Danimarca il 16 novembre 1953 (Den gyldne kondors skat)
- in Portogallo il 3 maggio 1954 (O Tesouro do Condor)
- in Francia (Le trésor du Guatemala)
- in Grecia (Oi thisavroi tis Guatemalas)
- in Italia (Il tesoro dei condor)

## Critica
Secondo il Morandini "questa versione non esce dai binari di un'aurea mediocrità".